# Piaggio Stella P.IX
El Piaggio P.IX, o Piaggio Stella P.IX, fue un motor radial italiano de nueve cilindros producido por Rinaldo Piaggio S.p.A. Basado en el Gnome et Rhône 9K, el motor tenía una potencia nominal de 600 hp (447 kW). La producción se utilizó para propulsar otros aviones desarrollados en Italia. Los principales usuarios fueron el Savoia-Marchetti S.M.81 de transporte y el IMAM Ro.37bis, principal avión de reconocimiento de la Regia Aeronautica durante la Segunda Guerra Italo-Etiope, la Guerra Civil Española y la Segunda Guerra Mundial, pero el motor también fue utilizado por otros diseños, incluido el prototipo Savoia-Marchetti SM.79.

## Diseño y desarrollo
Piaggio adquirió una licencia de Gnome et Rhône en 1925 para sus motores derivados del Bristol Jupiter y, en 1933, apareció una versión desarrollada, creada bajo la dirección del ingeniero Renzo Spolti. El motor tenía nueve cilindros, por lo que se denominó P.IX. Formaba parte de una gama de motores radiales Piaggio denominados Stella, todos ellos basados en el mismo diseño radial.
El motor tenía cilindros con cuerpos de acero y cabezas de aluminio. Los pistones de aleación de aluminio estaban conectados a un cigüeñal partido mediante bielas articuladas. Las válvulas estaban cerradas. Cada cilindro conservaba el mismo diámetro y carrera que el Gnome et Rhône 9K Mistral, 146  y 165 mm  respectivamente. Sin embargo, era más potente y alcanzaba los 600 hp (447 kW) cuando estaba equipado con un sobrealimentador.
El motor se utilizó para propulsar aviones que prestaron servicio durante la Segunda guerra italo-etíope, la Guerra Civil Española y la Segunda Guerra Mundial, incluidos ciento cuarenta Savoia-Marchetti SM.81, y la mayor parte de la producción del avión de reconocimiento IMAM Ro.37bis. La mayoría se había retirado en 1943.

## Variantes
P.IX R.
Normalmente aspirado y con reductora.
P.IX R.C.
Sobrealimentado y con reductora.
P.IX R.C.10
Sobrealimentado y con reductora, nominal a 1000 m (3300 pies).
P.IX R.C.40
Sobrealimentado y reductor, nominal a 4.000 m (13.000 pies).

## Aplicaciones
- CANT Z.504[8]
- Prototipo CANT Z.506[9]
- Caproni Ca.131[10]
- Caproni Ca.132[7]
- Caproni Ca.301[11]
- Caproni Ca.305[11]
- Caproni CH.1[12]
- IMAM Ro.37bis[6]
- IMAM Ro.43 prototipo[13]
- Piaggio P.10bis[14]
- Piaggio P.16[15]
- Savoia-Marchetti S.73[16]
- Savoia-Marchetti SM.79 prototipo[17]
- Savoia-Marchetti SM.81[5]

## Especificaciones (R.C.40)
Datos de Piaggio, 1939

### Características generales
- Tipo: Motor radial de 9 cilindros, una hilera, refrigerado por aire
- Diámetro: 146 mm (5,7 in)
- Carrera: 165 mm (6,5 in)
- Cilindrada: 24,9 L (1.519 pulg3)
- Longitud: 1050 mm (41 pulgadas)
- Diámetro: 1408 mm (55,4 in)
- Peso en seco: 430 kg (950 lb)

### Componentes
- Tren de válvulas: 2 válvulas en cabeza por cilindro accionadas por balancines y varillas de empuje
- Sobrealimentación: Compresor centrífugo
- Tipo de combustible: Gasolina de 87 octanos
- Sistema de refrigeración: Refrigeración por aire

### Rendimiento
- Potencia:
- Despegue: 610 hp (455 kW) a 2100 rpm
- Crucero: 600 hp (447 kW) a 2100 rpm a 4.000 m (13123 pies)
- Relación de compresión: 6,0:1